# Movimento de 22 de março
O Mouvement du 22 Mars (Movimento de 22 de março) foi um movimento estudantil francês da Universidade Paris Nanterre fundado em 22 de março de 1968, que ocupou prolongadamente o prédio administrativo da universidade. Entre seus principais líderes estava Daniel Cohn-Bendit. Após a ocupação do prédio, o reitor da escola chamou a polícia e ocorreu uma briga pública que atraiu a atenção da mídia e do intelectual do movimento. Este evento foi um de uma série de confrontos que levaram aos protestos em todo o país em maio de 1968 na França.
Os eventos de 22 de março se tornaram o assunto do romance Derrière la vitre de Robert Merle, em 1970.